# Hansjörg Melchior
Hansjörg Melchior (geboren am 8. Juli 1937 in Kassel) ist ein deutscher Urologe. Neben seiner ärztlichen Tätigkeit ist er aktiv als Kunstsammler und Unterstützer der documenta in Kassel sowie in mehreren kulturellen und gesellschaftlichen Initiativen.

## Leben und Werk
Hansjörg Melchior wurde 1937 in Kassel geboren und ist das älteste von vier Kindern des Kinderarztes Paul Melchior und dessen Frau Ruth. 1957 beendete Melchior seine schulische Ausbildung mit dem Abitur am Friedrichsgymnasium in Kassel und begann nachfolgend ein Studium der Physik an der Philipps-Universität Marburg. Nach fünf Semestern wechselte er das Studienfach auf Medizin. 1963 heiratete er seine Frau Karin (geb. Meyer-Delpho), mit der er drei Söhne hat. 1966 schloss Melchior sein Studium mit der Promotion über Die Hautdurchblutung verschiedener Körperregionen bei dosierter Tretarbeit in Marburg ab. 1968 ging er an die Rheinisch-Westfälische Technische Hochschule (RWTH) nach Aachen und begann dort seine Weiterbildung zum Facharzt der Urologie, den er 1972 erwarb.
Melchior habilitierte in Aachen und wurde zum leitenden Oberarzt der Abteilung Urologie der Klinischen Anstalten der RWTH, kurz danach wurde er außerplanmäßiger Professor für Urologie. 1977 startete er den Arbeitskreis „Urologische Funktionsdiagnostik“, den er 25 Jahre leitete, sowie den Arbeitskreis „Urologische Funktionsdiagnostik und Urologie der Frau“ der Akademie der Deutschen Urologen, dessen Ehrenvorsitzender er ist. Im gleichen Jahr ging er zurück nach Kassel und wurde Chefarzt der Klinik für Urologie der Städtischen Kliniken Kassel, dem heutigen Klinikum Kassel. Er blieb dort bis 2003, zudem war er von 1984 bis 1991 Mitglied des Ärztlichen Direktoriums des Klinikums Kassel und von 1986 bis 1988 auch Ärztlicher Direktor.
1982 wurde er zudem Honorarprofessor an der Philipps-Universität Marburg. Von 1980 bis 2012 war Melchior Leiter der Sektion Urologie der Akademie für ärztliche Fort- und Weiterbildung der Landesärztekammer Hessen. 1981 wurde er Gründungsvorsitzender der Gesellschaft für Inkontinenzhilfe. 1982 gründete er den Arbeitskreis der leitenden Krankenhausurologen, dessen Vorsitzender er bis 1997 blieb. 1987 gründete er die Deutschen Kontinenz-Gesellschaft und 1990 die Vereinigung der Mitteldeutschen Urologen. 1991 wurde er Mitglied des Vorstandes der Deutschen Gesellschaft für Urologie und in den beiden darauffolgenden Jahren auch deren Präsident. 1993 war er Mitgründer der Föderation operativer medizinisch-wissenschaftlicher Fachgesellschaften und war dort Vorsitzender von 1996 bis 2005. Seit 2000 ist er Ehrenmitglied der Polnischen Gesellschaft für Urologie. Daneben ist er Mitglied in mehreren weiteren nationalen und internationalen medizinisch-wissenschaftlichen Fachgesellschaften.
2003 beendete Melchior seine Mitarbeit am Klinikum Kassel und ging in den beruflichen Ruhestand. Er gründete nachfolgend die „Kasseler Gesundheitstage“ und wurde deren wissenschaftlicher Leiter. Außerdem gründete er den Maximilian-Nitze-Kreis der Deutschen Urologen und übernahm den Vorsitz und wurde Mitglied des erweiterten Präsidiums der Arbeitsgemeinschaft der Medizinisch-Wissenschaftlichen Fachgesellschaften (AWMF). In der Landesärztekammer Hessen ist er seit 2008 Mitglied der Delegiertenkonferenz, seit 2012 Mitglied der Satzungskommission und des Zertifizierungsausschusses.
Während seiner Zeit in Aachen lernte Melchior unter anderen den Industriellen und Kunstmäzen Peter Ludwig kennen, mit dem er später befreundet war. Auch er beschäftigte sich als Kunstsammler mit moderner, zeitgenössischer Kunst. In Kassel lernte er den documenta-Gründer Arnold Bode kennen und freundete sich mit ihm an. Von 1977 bis 1998 leitete er das documenta forum und von 1987 bis 1997 war er auch Vorsitzender der documenta-Foundation, die Gelder einwarb und für ausgewählte documenta-Werke bereitstellte. Seine Ehefrau Karin betreibt eine Galerie für zeitgenössische Kunst in Kassel.
In den Jahren 1996 und 1997 war er Präsident des Rotary Clubs Kassel und 2008/2009 wurde er in das Amt des hessischen Govenors im Distrikt 1820 gewählt. 1990 initiierte er gemeinsam mit Bernd Behrens den jährlich vergebenen Kasseler Bürgerpreis „Das Glas der Vernunft“, der an Persönlichkeiten oder Institutionen verliehen wird, die sich besonders um Aufklärung, Vernunft und Toleranz verdient gemacht haben. Unter den Preisträgern waren unter anderen der frühere Außenminister Hans-Dietrich Genscher, die israelische Politikerin Leah Rabin, der Philosoph Carl Friedrich von Weizsäcker, das Künstlerpaar Christo und Jeanne-Claude, der Musiker Yehudi Menuhin, der ehemalige Bundesbeauftragter für die Unterlagen des Staatssicherheitsdienstes der ehemaligen DDR und spätere Bundespräsident Joachim Gauck und der israelische Diplomat Avi Primor.

## Ehrungen
Für sein Engagement sowohl als Arzt wie auch für seinen Einsatz für Kultur und Gesellschaft erhielt Melchior mehrere Auszeichnungen:
- 2003: Ehrennadel der Stadt Kassel[3]
- 2009: Wappenring der Stadt Kassel[3]
- 2009: Verdienstkreuz 1. Klasse des Verdienstordens der Bundesrepublik Deutschland
- 2015: Paracelsus-Medaille der deutschen Ärzteschaft[1]
- 2017: Hessischer Verdienstorden

## Veröffentlichungen (Auswahl)
- Die Hautdurchblutung verschiedener Körperregionen bei dosierter Tretarbeit, Marburg 1966 (Promotionsschrift)
- Ureterdynamik, Stippak Aachen, 1972/1974
- mit Franz Hamann: Elektrochirurgie, Aesculap-Werke-AG, Tuttlingen 1979
- Urologische Funktionsdiagnostik, Thieme, Stuttgart 1981
- Gutartige Vergrösserung der Prostata (Benigne Prostata-Hyperplasie= BPH), Demeter, Gräfelfing [1991]
- mit Ingo Füsgen: Inkontinenzmanual, Springer, Berlin 1997
- GIH-Manual Harninkontinenz & Miktionsstörungen, Bibliomed Medizinische Verlags-Gesellschaft, Melsungen 2003

## Belege
1. 1 2 3 4 5 6 7 8  Laudatio zur Verleihung der Paracelsus-Medaille an Prof. Dr. med. Hansjörg Melchior (Memento des Originals vom 18. Mai 2015 im Internet Archive)  Info: Der Archivlink wurde automatisch eingesetzt und noch nicht geprüft. Bitte prüfe Original- und Archivlink gemäß Anleitung und entferne dann diesen Hinweis. bei der Bundesärztekammer (bundesaerztekammer.de); abgerufen am 1. Juni 2015.
2. ↑  Geschichte (Memento des Originals vom 6. September 2015 im Internet Archive)  Info: Der Archivlink wurde automatisch eingesetzt und noch nicht geprüft. Bitte prüfe Original- und Archivlink gemäß Anleitung und entferne dann diesen Hinweis. des Arbeitskreises Urologische Funktionsdiagnostik und Urologie der Frau der Akademie der Deutschen Urologen; abgerufen am 1. Juni 2015.
3. 1 2 3 4 5  Verleihung des Wappenrings der Stadt Kassel an Prof. Dr. Hansjörg Melchior Rede des Oberbürgermeisters der Stadt Kassel vom 1. Oktober 2009; abgerufen am 2. Juni 2015.

| Personendaten    | Personendaten      |
| ---------------- | ------------------ |
| NAME             | Melchior, Hansjörg |
| KURZBESCHREIBUNG | deutscher Urologe  |
| GEBURTSDATUM     | 8. Juli 1937       |
| GEBURTSORT       | Kassel             |